# San Girolamo in meditazione (Piero di Cosimo)
San Girolamo in meditazione è un dipinto a olio su tavola di Piero di Cosimo, databile al 1495-1500 circa e conservato nel Museo Horne di Firenze.

## Storia e descrizione
Il dipinto era occultato da una Visitazione settecentesca di scarsa qualità, e venne scoperto grazie all'eccezionale fiuto di Herbert Horne, che ne aveva intuito le potenzialità osservando il supporto ligneo e la qualità della cornice. Fu scoperto e restaurato nel 1907 da Luigi Cavenaghi, un anno dopo che era stato acquistato. Attribuito consordemente dalla critica, anche grazie al rinvenimento di disegni preparatori al Gabinetto dei Disegni e delle Stampe degli Uffizi (in particolare il 403P), mostra la figura di san Girolamo entro un tondo, un formato molto in voga in quegli anni, raro per le storie di santi.
Girolamo è piegato in basso, con la pietra in mano con la quale soleva percuotersi il petto e riverso alla lettura della Bibbia, poggiata su un teschio davanti a lui, a sua volta su un tronco segato. Straordinario e misterioso è il paesaggio che lo circonda, punteggiato da alberelli e arbusti fronzuti. Al centro spicca la roccia dove si apre una grotta abiatata dal santo, che vi tiene un piccolo scaffale con libri e il cappello cardinalizio appeso. Una tenda scostata mostra il suo semplice giaciglio.
Il paesaggio si perde in lontananza, mostrando, tra l'altro, un'insenatura in cui è ancorata una galea.